# SDガンダム外伝 ナイトガンダム物語2 光の騎士
『SDガンダム外伝 ナイトガンダム物語2 光の騎士』（エスディーガンダムがいでん ナイトガンダムものがたりツー ひかりのナイト）は、1991年10月12日に日本のバンダイから発売されたファミリーコンピュータ用ロールプレイングゲーム。
騎士ガンダムシリーズの一作である『SDガンダム外伝 ジークジオン編』の第3弾『アルガス騎士団編』と第4弾『光の騎士編』が題材となっている。
開発はトーセが行い、企画は伴内弁太が担当、プロデューサーはファミリーコンピュータ用ソフト『ラストハルマゲドン』（1990年）を手掛けた鈴木敏弘が担当、ディレクターは『ドラゴンボール 大魔王復活』（1988年）を手掛けた荻野目洋が担当している。
2008年には携帯電話ゲームとしてiアプリにて配信された。

## ゲーム内容

### システム
全6章仕立て。前章のキャラクターが合流する章では、レベルや装備が引き継がれる。操作方法が前作『SDガンダム外伝 ナイトガンダム物語』（1990年）の『ドラゴンクエスト』（1986年）タイプの方式から『ファイナルファンタジー』（1987年）に近いタイプのものへ改められた。
移動キャラクターが当時の他のRPGに比べると大きく、移動速度も速いため、快適なプレイが可能である。
戦闘
マップ移動中に敵モンスターに出会うと、画面は自動的にバトルモードに切りかわる。敵モンスターを倒すと経験値、G（ゴールド）が手に入る。また、敵モンスターが宝箱を落とすこともある。経験値が一定の値になるとレベルアップする。
敵の攻撃を受けると、武器もしくは盾を弾き飛ばされてしまうことがある。戦闘に勝利すると、自動的に回収できるが、逃げ出すなどすると失われてしまう。
助っ人
戦闘中に、騎士団のメンバーを呼び出して、戦闘に参加させる（4章では各部隊の団員、5章では隊長）。
調べる
敵のタイプを調べる。タイプは色で識別される。力（赤）⇒魔法（黄）⇒技（青）⇒力、の3すくみになっており、相手の弱点を突く戦法が必要となる。
中には複数タイプを持つ者もおり、上記の色が混ざって表示される。全タイプ所持は「白」となる。
キャンプ
移動中に使用可能。ダンジョン内でも使える。一晩過ごすとHPのみ全回復する。しかし、就寝中に敵の奇襲を受けることがあり、その際の戦闘はメンバー（移動中の表示キャラ以外）が睡眠状態から始まる。
カードダス
店の白い箱型の機械でカードを買い、コレクションできる。1カード1枚のみストックが可能。同一カードが出た場合、引き取ってもらえる（価値によって引取額は変動）。
実際のカードダスでキラカードだったものは、本作中においても輝いている。全種類を集めてとある場所へ行くと、開発者からのメッセージを聞ける。
カードダスバトル
町や村で待ち受けているカードダスバトラーとのカードダスによるバトル。現在持っているカードダスの一覧表から選んで闘う。1回のバトルで使えるカードは、キャラクターカード1枚、お助けカード1枚。使ったカードは、勝った場合は回収&相手のカードをゲット。負けた場合は失われる。

### 魔法

#### 攻撃系魔法
ガン
弾系魔法。敵1体に約10ポイントのダメージを与える。
ムービガン
弾系魔法。敵1体に約30ポイントのダメージを与える。
ムビルフィラ
弾系魔法。敵1体に約120ポイントのダメージを与える。
ファン
電系魔法。敵1グループに約20ポイントのダメージを与える。
ファンネル
電系魔法。敵1グループに約70ポイントのダメージを与える。
メガファン
電系魔法。敵1グループに約150ポイントのダメージを与える。
バズ
爆系魔法。敵全体に約50ポイントのダメージを与える。
バズレイ
爆系魔法。敵全体に約100ポイントのダメージを与える。
メガバズ
爆系魔法。敵全体に約180ポイントのダメージを与える。
ソーラ
光系魔法。敵1体を一定の確率で一撃死させる。
ソーラレイ
光系魔法。敵グループを一定の確率で一撃死させる。
ギガソーラ
光系魔法。敵全体を一定の確率で一撃死させる。

#### 移動系魔法
ターン
一度訪れた町に移動する。
ケープ
ダンジョンから脱出する。

#### 回復系魔法
ウォーター
味方1人の火だるま状態を治療する。
ヒーター
味方1人の氷状態を治療する。
リカバー
味方1人の気絶・眠り・混乱状態を治療する。
ホーリー
味方1人の呪い・金縛り状態を治療する。
ピュア
味方1人の毒・しびれ状態を治療する。
ピュアラ
味方1人の全ての病気状態を治療する。
ミディ
味方1人のHPを約30ポイント回復する。
ミディア
味方1人のHPを約80ポイント回復する。
ミディアム
味方1人のHPを全回復する。
マディア
味方全員のHPを約80ポイント回復する。
マディアム
味方全員のHPを全回復する。
ライブ
味方1人を生き返らせる。
リバイブ
味方1人をHP全快で生き返らせる。

#### 補助・防御系魔法
サイコミュ
敵全体の混乱状態にさせる。
ビット
敵全体の気絶状態にさせる。
ミノフス　
敵全体の魔法を封じることができる。
ネット
敵全体の「ぼうぎょ」を低下させる。
ホバー  　
味方全体の「すばやさ」を10％上昇させる。
ハニカム 　
味方全体の「ぼうぎょ」を上昇させる。
フィルム 　
味方全体の魔法抵抗力を10%上昇させる。
ツイン 　
味方1人の攻撃回数を+1する。
フラッシュ
敵のみ使用。味方を目潰し状態にする。

### アイテム（薬・道具）

#### 薬
薬草
HPを30回復。
傷薬
HPを80回復。
動物の肉
HPを10回復。8回使える。
メガパック
MPを30回復。
ギガパック
MPを80回復。
ぶどう酒
MPを10回復。8回使える。
毒消し
毒状態回復。
聖水
呪い・金縛り状態回復。
風邪薬
病気状態回復。
マヒ消し
しびれ状態回復。
気付け薬
気絶・眠り・混乱状態回復。
特効薬
HPとMPが全回復。
光の玉
味方全員のHPとMPが全回復。
魂の玉
最大HPの10%の状態で死者蘇生。

#### 移動系
合い鍵
鍵のかかった扉を開ける。
合い鍵セット
鍵のかかった扉を開ける。8回使える。
魔法陣マット
一度行った村にワープすることが出来る。
魔法のロープ
ダンジョンから抜け出す事が出来る。

#### 戦闘補助系
煙玉
戦闘から抜け出す。
バーナー
氷状態を回復。8回使える。
消化器
火だるま状態を回復。8回使える。
毒キノコ
敵を毒状態にする。
しびれキノコ
敵をしびれ状態にする。
黒いキノコ
敵を混乱状態にする。
怪しいキノコ
敵のHPを30回復、または即死。
炎の笛
敵を一体火だるま状態にする。
修行のメモ
使用者の攻撃回数+1。
奥義のメモ
使用者の必殺の一撃が出る確率30%上昇。
修行のメモ
使用者の攻撃回数+1。
技の巻物
使用者の受けるダメージが20%減少。
力の巻物
使用者の与えるダメージが20%増加。
魔法の巻物
使用者の攻撃魔法のダメージが20%増加。

#### 特殊系
ハマーンのメガネ
ボス以外の敵の最大HPと現在のHPを見破る。
兵法の書
経験値が10%上昇する。
割引券
店の品物が20%引きになる。
ハロ
フィールドやダンジョンを一定範囲で偵察できる。
ガゥーダの羽根
ガゥーダを呼ぶことが出来る。
ペガサスの羽根
ペガサスを呼ぶことが出来る。

### その他
- ニューガンダムのレベルが45になると攻撃力が666に急上昇するバグが存在する(他のキャラは最大レベルでも300前後)。レベル46以降はまた元の数値に戻る。

## 登場キャラクター

### アルガス王国
ノア地方を統治する王国。ガンダム族の末裔によって構成される「アルガス騎士団」を擁する。力・技・魔法を司る戦士隊、騎馬隊、法術隊からなる。騎士団長の騎士アレックスが敵国ムンゾ帝国に捕らわれているため、隊の連携が取れていない。
操作キャラクター
剣士ゼータ
アルガス騎士団騎馬隊隊長。技に長ける。
必殺技 ゼータ乱れ彗星（HP30%を消費し、敵全体にダメージ）
剣士リ・ガズィ
騎馬隊副隊長。ゼータに次ぐ戦闘力をもつ。第一章のみ使用可能。
剣士ジムスナイパーII
騎馬隊の剣士。魔法が使える。第一章のみ使用可能。
剣士ジムコマンド
騎馬隊の剣士。魔法が使える。第一章のみ使用可能。
闘士ダブルゼータ
アルガス騎士団戦士隊隊長。素早さが低いが力に長ける。
必殺技 ダブル猛襲弾（HP20%を消費し、敵全体を気絶させる）
戦士リックディアス
戦士隊副隊長。ダブルゼータに次ぐ戦闘力をもつ。第二章のみ使用可能。
戦士ガンキャノンII
戦士隊の戦士。第二章のみ使用可能。
戦士ジェガン
戦士隊の戦士。第二章のみ使用可能。
法術士ニュー
アルガス騎士団法術隊隊長。魔法に長ける。
必殺技 フェーン爆風陣（HP25%を消費し、敵全体を火傷状態にさせる）
僧侶メタス
法術隊副隊長。第三章のみ使用可能。
僧侶ガンタンクII
法術隊僧侶。第三章のみ使用可能。
修行僧ジムキャノン
法術隊修行僧。修行僧のため他の二人と比べ魔法の習得レベルが遅い。第三章のみ使用可能。
騎士アムロ
ユニオン族の騎士。修行の旅の途中にアルガスを訪れ、騎士団長となる。素早さが高く、回復魔法、補助魔法を覚えていく。またレベルアップも早い。
必殺技 ユニオン牙翔剣（HP25%を消費し、敵全体を混乱させる）
騎士アレックス
アルガス騎士団騎士団長。ムンゾ城に捕らわれているが、騎士団の活躍で救出される。5章から使用可能。魔法は使えない。
必殺技 アルガス怒りの剣（HP50%を消費し、敵一体を一撃で撃破）
サブキャラクター
ブレックス王
アルガス王国国王。連携の取れない騎士団に頭を悩ませており、訪れたアムロを団長に任命する。
城内には、彼のものと思われる装備が保管されている。
カミーユ王子
アルガス王国王子。ムンゾ帝国王女ユイリィ姫と愛し合っている。
魔術師キュベレイの人質にされ、アレックス捕縛の原因となってしまう。
戦士ヘンケン
アルガス王国戦士。地下の修行場にいる。アムロの力を見込み、勝負を挑んでくる。
アーガマ
テキサスの町西の馬小屋に飼われている馬。名馬との評判が高く、とても賢い。後に川を飛び越える脚力を得る。
天馬ホワイトベース
ペガサスの羽で呼び出せる、すべての地形を越えて移動できる天馬。ジオンの狩りから逃れるために姿を変えて保護されていた。
ムンゾ城攻略後はユイリィ姫に託される。前作に登場した種との関係は不明。
なお、搭乗BGMにムソルグスキーの展覧会の絵のキエフの大門をアレンジしたものが使われている。
キャトルウッド
アルガス城北の森に住まう木の精霊。度々助言を与え、次に進む道を示してくれる。

### ムンゾ帝国
アルガス王国と戦争状態にある。アルガス騎士団と相対する「ジオン三魔団」を擁する。
敵キャラクター
騎士バウ
ジオン三魔団の一人。ふくろうの杖を持っている。剣士ゲルググと同様に、連続攻撃を得意としており、攻撃力もかなり高め。技を中心としたキャラなので、魔法には弱い。
剣士ゲルググ
第1章のボス。西の砦を預かる。馬小屋の主人の子供を人質に名馬アーガマの引き渡しを要求する。剣と馬上槍の二刀流装備の為、二回攻撃をしてくる事もある。バウの砦やムンゾ城では雑魚として出現する。発展タイプに「ゲルググキャバリヤー」が存在している。
闘士ドライセン
ジオン三魔団の一人。竜の盾を持っている。怪力が自慢で、単発の攻撃力は騎士バウ以上。技を中心とするキャラの攻撃が弱点。
戦士リックドムII
第2章のボス。東の砦を預かる。ソロモンの鉱山で村人を働かせていた。「薬草」で回復したり、「力の巻物」で攻撃力を上げる事がある。ドライセンの砦やムンゾ城では雑魚として出現する。発展タイプに「バーサーカードム」が存在している。
呪術師キュベレイ（メデューサキュベレイ）
ジオン三魔団の一人。キュベレイの塔で戦う。一度倒してもとある神殿で戦士ヤザンの命が生贄となり、メデューサキュベレイとして復活する。獅子の斧を持っている。初めに手に入る獅子の斧は偽物。魔法使い系なので、力には弱い。主に「メガファン」「バズレイ」「ムビルフィラ」などを使うが、メデューサキュベレイ時には尻尾を振り回すことも。
魔術師ゲゼ
第3章のボス。南の砦を預かる。ラサの町に伝染病をはやらせたり、呪術師らしく砦には入れない仕掛けを張っていた。「ファン」と「ミディ」の魔法を使う。キュベレイの塔及びムンゾ城では雑魚として出現する。発展タイプに「ゲゼガーディアン」が存在している。
戦士ヤザン
ムンゾ王国の戦士。アムロ達を生贄にキュベレイを復活させようとするが・・・。相手を一撃で戦闘不能にする「必殺の一撃」を放つ。
侍女ハマーン
ユイリィ姫の教育係。姫と敵国の王子の仲をよく思っていない。氷の洞窟に待ち受ける彼女を倒せば「ハマーンの眼鏡」が手に入る。
ジオダンテ
コンスコン王の玉座が、ジーク・ジオンの魔力によって怪物となったもの。4章のボス。高い威力の2回攻撃、全体攻撃の魔法メガバズ、気絶効果のある超音波を放つ強敵。
キングアッザム
スライムアッザム達の王。巨体で押し潰す攻撃を行う。
モンスターであるが、アムロ達に力・技・魔法の関係を説き、騎士団の団結に貢献する。
サブキャラクター
コンスコン王
ムンゾ帝国の王。ジーク・ジオンによって操られている。本来は気弱な性格。
ユイリィ姫
ムンゾ帝国王女。カミーユ王子と恋仲。
はぐれガゥーダ
怪鳥ガゥーダというモンスターだが、狩りに遭っていたホワイトベースを、自分の子供として保護していた。
アムロ達に真実を託し、息を引き取る。

### オルジリナ編
カードダスにはないゲームオリジナルの世界。登場するものはすべてオリジナルである。マーラ姫の住むマーラ城とベクレジイオンの住むベクレ城、そしてオルジリナの町があるだけである。
マーラ姫
モビルスーツ族一美しいとされている（？）姫。その美しさはこれまた自他共（？？）に認めるものらしく、ベクレジイオンに求婚され、誘拐されていた。
ベクレジイオン
マーラ姫をさらった張本人。マーラ姫にほれ込んでいるらしい。戦いになると、「フラッシュ」や炎で攻撃してくる。

### ラクロア王国
前作の舞台。巨人の進攻から復興した模様。隣町のセントーまで行ける。それ以外の地域へは、橋が壊れている為進めない。
操作キャラクター
騎士ガンダム
前作の主人公。ラクロア城に戻ってきたアムロ、アレックスと合流。三種の神器を装備している。前作と異なり、魔法は使えない。
バーサル騎士ガンダム
騎士ガンダムが試練によって姿を変えた。力・技の能力は全キャラ最高。
必殺技 トルネードスパーク（HP70%を消費し、敵を全滅させる）
騎士スペリオルドラゴン
バーサル騎士ガンダム、ネオブラックドラゴンが融合した、本来の姿。能力と装備はバーサル騎士ガンダムから引き継ぐ。
必殺技 閃光斬（HP50%を消費し、敵一体に大ダメージ）
サブキャラクター
レビル王
ラクロア城主。伝説の巨人によるラクロア侵攻からは立ち直った模様。
フラウ姫
ラクロア王国王女。清らかな心の持ち主のため、導きのハープに選ばれ、ガンダム達をムーア界へ導く役目を担う。
セイラ
元ラクロア王国騎士。現在は引退している。今も行方知れずの兄を探している。
騎士シャア
「黄金の騎士」としてガンダム達に協力してきた、行方知れずのセイラの兄。ジークジオンの呪いによって、半人半獣の姿にされていた。ムーア界に受け入れられなかった騎士アムロに「青い水晶」を渡し、道を開く。

### ムーア界
ジークジオンの住まう異世界。荒地がただ広がり、居城である「ティターンの魔塔」は、結界によって隠されている。異世界のため保険が適用されない。
ジークジオン
ジオン族を束ねる闇の皇帝。「伝説の巨人」編ではエンブレムのみの姿であったが、本体を表す。体から伸びる鎌、巨体を使った地震攻撃、そして何より膨大な生命力が最大の武器。そのほか、腹部のエンブレムが光るとそれまでの魔法効果が打ち消されてしまう。ただ不気味な笑みを浮かべているだけのこともあるが……。
騎士ゼノンマンサ
ジークジオンの側近。騎士アレックスと一騎討ちを交える。アレックス同様、必殺の一撃を放つ強敵。
ジオン親衛隊（騎士R・ジャジャ、剣士ガズアル、剣士ガズエル）
3人一組の親衛隊。アルガス騎士団に戦いを挑む。人数の関係で、必ず3回連続で攻撃してくる。
バーサルシャドウ、アレックスシャドウ、アルガスシャドウ
ジークジオンの魔力によって実体化したガンダム達の影。ティターンの魔塔を隠す結界を守護している。
呪術師ビグザム
ティターンの魔塔入り口を守る呪術師。呪術師のときには「ファンネル」や「呪い」で攻撃してくるが、一度倒すとゴーストビグザムにパワーアップし、炎で火だるまにしたり、「メガバズ」を放つようになる。
マッドゴーレム
「伝説の巨人」編に登場した、泥のゴーレム。魔塔入り口へ通じる「巨人の道」にて、左右の壁から出現する。必ず2匹で登場する。
ネオブラックドラゴン
騎士ガンダムに敗れたブラックドラゴンが、ジークジオンの魔力によって甦った。「ムビルフィラ」と「メガファン」を放つ。ティターンの魔塔最上階にて、自身の片割れであるバーサル騎士ガンダムと対峙するが……。

## 移植版
| No. | タイトル                                    | 発売日         | 対応機種                         | 開発元   | 発売元                 | メディア                              | 型式 | 備考 |
| --- | ------------------------------------------- | -------------- | -------------------------------- | -------- | ---------------------- | ------------------------------------- | ---- | ---- |
| 1   | SDガンダム外伝 ナイトガンダム物語2 光の騎士 | 2008年12月15日 | FOMA903iシリーズ以降 （iアプリ） | バンダイ | バンダイネットワークス | ダウンロード （バンダイコレクション） | -    |      |

## スタッフ
- 企画立案：伴内弁太
- プロデューサー：鈴木敏弘
- ディレクター：荻野目洋
- コーディネーター：ミスターはや
- デザイナー：島田晋作、高橋雅行、じうょしまじた、かいけつ.くろんだー
- プログラマー：ひびき1ごう、ストークまつした
- 音楽：サル・はやし、さかきばら
- おてつだい：粕谷小百合、まかべごう、あらいみゆき、ほしなゆういち
- 協力：ベンダーか、あおやまたかし、かないとしひろ
- 出版化：あんびるとしあき、宇都宮将人、たのうえさとる

## 評価
ゲーム誌『ファミコン通信』の「クロスレビュー」では合計23点（満40点）、『ファミリーコンピュータMagazine』の読者投票による「ゲーム通信簿」での評価は以下の通りとなっており、22.2点（満30点）となっている。また、1998年に刊行されたゲーム誌『超絶 大技林 '98年春版』（徳間書店）では、前作と比較してキャラクターサイズが大きくなり見やすくなった事や、戦闘コマンドに「必殺」が追加されている事、さらに操作性の改良点などに言及した上で肯定的に評価している。
| 項目 | キャラクタ | 音楽 | お買得度 | 操作性 | 熱中度 | オリジナリティ | 総合 |
| 得点 | 4.1        | 3.5  | 3.4      | 3.7    | 3.8    | 3.6            | 22.2 |

ゲームムック『死ぬ前にクリアしたい200の無理ゲー ファミコン&スーファミ』のレビューには「騎馬、戦士、法術の各部隊だけに焦点を当てるという斬新な内容になっている。だが、それが無理ゲーの要因でもあるのだが…」、「HPを消費して使う必殺技は、どれも使えないものばかり」「使い勝手のよくない『戦士』だけの部隊で進めないといけない2章は、非常に難易度が高い」と難点が多く挙げられつつも、ゲームそのものは寧ろ「グラフィック、BGM、シナリオのどれもが一級品の傑作」と高評価する記述がある。

## シリーズ作品
- SDガンダム外伝 ナイトガンダム物語（1990年8月11日発売）
- SDガンダム外伝 ナイトガンダム物語3 伝説の騎士団（1992年10月23日発売）